# مگس‌خانگی‌واران
مگس‌خانگی‌واران(نام علمی: Muscoidea) نام یک بالاخانواده از section درزداران است.